# Ademilson Correa
Ademilson Correa, mais conhecido apenas por Ademilson (Itaguaí, 9 de outubro de 1974), é um ex-futebolista brasileiro que atuava como atacante.
Teve passagens por Botafogo e Fluminense no início da década de 2000, porém se destacou mesmo no Tupi de Minas Gerais, onde é ídolo

## Carreira

### Primeiros anos
Tendo iniciado sua carreira de jogador aos 20 anos, no Ypiranga de Erechim, Ademilson teve passagens por clubes do Espírito Santo (Rio Branco e Alegrense) antes de assinar com o Botafogo em 2002, não conseguindo evitar o rebaixamento para a Série B do ano seguinte.

### Fluminense
Em sua passagem pelo Tricolor, se destacou, sendo decisivo no Campeonato Carioca de 2003. Em partida contra o Flamengo, fez 2 gols contra o rival, na goleada tricolor por 4 a 0. Se destacou na partida da semifinal, novamente contra o Flamengo, deu o passe para seu companheiro de equipe Fábio Bala abrir o placar, Carlos Alberto fez o segundo, e o próprio Ademilson fechou o placar em 3-0. Na final fez o único gol tricolor contra o Vasco da Gama, que ganhou o título vencendo por 2-1, no Maracanã.

### Passagem pelo exterior e volta ao Brasil
Após deixar o Fluminense, Ademilson jogou no Deportivo Irapuato (México) e Lokeren (Bélgica), os 2 únicos times do exterior que defendeu na carreira. Em 2005, retornou ao Brasil para defender o Paysandu, atuando em apenas 7 partidas antes de assinar com o Cianorte, porém sua passagem pelo Leão do Vale foi novamente rápida: foram somente 9 jogos e 2 gols. Em 2006 foi para o Marília, participando de 13 jogos e balançando as redes 5 vezes.

### Tupi
Chegou no clube mineiro em 2007, se destacou fazendo gols e conquistou a torcida carijó. Saiu em 2010 depois de disputar o Campeonato Mineiro para jogar pelo Ipatinga. Em 2011 jogou pelo Uberlândia. Voltando ao Tupi em 2011, um ano que foi especial para o atacante. De volta ao clube, entrou na Série D do Campeonato Brasileiro junto com um time desacreditado, que não era candidato ao título. Depois de passar dificuldades na primeira fase e nas oitavas de final da competição nacional, o time engrenou e Ademilson, aos 37 anos, desencantou. Depois de fazer uma fase de grupos discreta e de ficar de fora das oitavas, contra o Volta Redonda por lesão, marcou cinco dos seis gols do Tupi no duelo frente a Anapolina-GO, ajudando o Galo a passar de fase e conseguir o acesso à Série C. Na semifinal, contra o Oeste, e na decisão, contra o Santa Cruz, Adê também deixou sua marca e escreveu de vez o seu nome na história do Carijó.
| “ | "Fiz o gol em Juiz de Fora e nunca vou me esquecer do título no Arruda lotado. Isso vai ficar na memória para sempre" | ” |

No ano seguinte, tudo foi por água abaixo. Com problemas estruturais e financeiros, o clube entrou em crise, perdeu patrocínios, o rumo, e foi rebaixado à Série D. De quebra, o torcedor perdeu o maior ídolo durante praticamente toda a temporada. Ademilson rompeu o ligamento cruzado anterior do joelho esquerdo, ficou cinco meses fora dos gramados e retornou apenas na reta final da Série C, sem conseguir evitar a queda.
No ano seguinte, Adê conseguiu fazer uma pré-temporada completa e tinha tudo para voltar à boa forma física e técnica. No entanto, a grave lesão no ano anterior e os 38 anos de idade fizeram com que muitos duvidassem do atacante. A torcida e o próprio Ademilson acreditaram, e o atacante correspondeu dentro das quatro linhas. Quase sem atuar no Campeonato Mineiro, quando disputou apenas uma partida, o ídolo voltou com tudo na Série D do Campeonato Brasileiro, fez 12 gols, foi o artilheiro da competição e ajudou a equipe a conseguir o acesso novamente.
Em 2014, depois de cinco meses no estaleiro devido a ruptura do tendão de Aquiles do pé esquerdo em março, só voltou em agosto contra o Caxias pela Série C, na vitória carijó por 3 a 0 fora de casa. Em 2015 Ademilson se despediu do Tupi.

### Tupynambás e empréstimo ao Athletic
Em 2016, com 41 anos de idade, acertou com o maior rival do Tupi para a disputa da Segunda Divisão do Campeonato Mineiro. Foi um dos artilheiros do time fazendo 9 gols, em conquistando o título, e o acesso ao Módulo II. Em 2018 fez o gol do acesso do Tupynambás para a elite do Campeonato Mineiro módulo I contra o América de Teófilo Otoni aos 43 minutos do segundo tempo.
Em 2019, foi emprestado ao Athletic de São João del-Rei para jogar a Segunda Divisão (que, apesar do nome, é a terceira divisão estadual). Aos 43 anos, foi o jogador mais velho da competição e levou o clube, que não disputava competições oficiais desde 1969, a conquistar uma das 2 vagas para o Módulo II de 2019.

## Títulos
Alegrense
- Campeonato Capixaba:2001 e 2002

Tupi
- Campeonato Mineiro de Futebol do Interior: 2008 e 2012
- Campeonato Brasileiro série D: 2011
- Taça Minas Gerais de Futebol: 2008

Tupynambás
- Campeonato Mineiro Segunda Divisão: 2016